# Marcello Bergamo
 (janvier 2023).
Si vous disposez d'ouvrages ou d'articles de référence ou si vous connaissez des sites web de qualité traitant du thème abordé ici, merci de compléter l'article en donnant les références utiles à sa vérifiabilité et en les liant à la section « Notes et références ».
Pour les articles homonymes, voir Bergamo.
Marcello Bergamo (né le 16 décembre 1946 à Ponte di Piave, dans la province de Trévise, en Vénétie) est un coureur cycliste italien des années 1970. Son frère Emanuele Bergamo a également été cycliste professionnel. 

## Biographie
Professionnel de 1969 à 1978, Marcello Bergamo a notamment remporté Milan-Turin (1973) et le Tour du Levant (1974). Depuis 1978, il est à la tête d'une société de vêtements pour cyclistes : Bergamo Maglificio Sportivo.

## Palmarès

### Palmarès amateur
- 1968
  - 1re étape du Tour du Frioul-Vénétie julienne
  - 1re, 3e et 5e étapes du Tour du Latium amateurs
  - 2e du Tour de Lombardie amateurs

### Palmarès professionnel
| - 1970 - 1re étape de Tirreno-Adriatico - Grand Prix de l'industrie et du commerce de Prato - 1971 - 3e étape du Tour de Romandie - 2e du Tour de la province de Reggio de Calabre - 3e de Tirreno-Adriatico - 1972 - 2e du Tour de Campanie - 2e du Tour du Latium - 2e de la Coppa Placci - 1973 - Milan-Turin - 4ea étape du Tour de Romandie - Prologue du Tour de Suisse (contre-la-montre par équipes) - 2e des Trois vallées varésines - 2e du Tour du Piémont - 2e du championnat d'Italie sur route - 2e du Tour d'Émilie - 3e du GP Cecina - 4e du Tour de Lombardie | - 1974 - Tour du Levant : - Classement général - Prologue (contre-la-montre par équipes) et 5e étape - Tour de Campanie - 1re étape du Tour des Pouilles - 2e de Milan-Turin - 2e du Grand Prix de l'Industrie de Belmonte Piceno - 1976 - 2e du Grand Prix de l'industrie et du commerce de Prato - 1977 - 2e du championnat d'Italie sur route (Tour de Campanie) |

## Résultats sur les grands tours

### Tour d'Italie
9 participations
- 1969 : 23e
- 1970 : 27e
- 1971 : abandon (3e étape)
- 1972 : 13e
- 1973 : abandon (11e étape)
- 1974 : abandon (19e étape)
- 1975 : 20e
- 1976 : abandon (21e étape)
- 1977 : 87e

### Tour de France
1 participation 
- 1976 : 38e